# هوراشيو هاستينغز ويلد
هوراشيو هاستينغز ويلد (بالإنجليزية: Horatio Hastings Weld)‏ هو محرر وصحفي أمريكي، ولد في 4 فبراير 1811 في بوسطن في الولايات المتحدة، وتوفي في 27 أغسطس 1888 في ريفرتون (نيوجيرسي) في الولايات المتحدة.